# Aechmea frassyi
Espèce
Classification phylogénétique
Aechmea frassyi est une espèce de plantes de la famille des Bromeliaceae, endémique du Brésil.

## Distribution
L'espèce est endémique de l'État côtier d'Alagoas au nord-est du Brésil.